# Heterachthes nobilis
Heterachthes nobilis är en skalbaggsart som beskrevs av Leconte 1862. Heterachthes nobilis ingår i släktet Heterachthes och familjen långhorningar. Inga underarter finns listade i Catalogue of Life.